# فرودگاه لاتور
فرودگاه لاتور (به انگلیسی: Latur Airport) (به زبان بومی: लातूर विमानतळ) یک فرودگاه همگانی با کد یاتا LTU است که یک باند فرود آسفالت دارد و طول باند آن ۲۳۰۰ متر است. این فرودگاه در شهر لاتور کشور هند قرار دارد و در ارتفاع 634m متری از سطح دریا واقع شده است.